# Ruedi Sommerhalder
Ruedi Sommerhalder (* 1947 in Wettingen) ist ein Schweizer Künstler.

## Leben
Sommerhalder ist im Klosterquartier von Wettingen aufgewachsen. In der Rekrutenschule wurde er zum Militärtaucher ausgebildet, wobei er das Wasserschloss der Schweiz kennen und lieben lernte, das ihn bis heute immer wieder inspiriert. Nach dem Lehrerseminar Wettingen besuchte er die Kunstgewerbeschule Basel und schloss mit einem Diplom für das höhere Lehramt in bildender Kunst ab. Seit Ende der 1970er Jahre lebt er in Untersiggenthal, wo er seit 1995 im Stroppel-Areal sein Atelier hat. Er arbeitete als Kunsthandwerker und Kantonsschullehrer in Wettingen. Mittlerweile ist er pensioniert und führt Bootstouren in der Reuss und Aare durch. Ruedi Sommerhalder ist verheiratet und hat mit seiner Frau Tonia erwachsene Kinder.

## Kunst

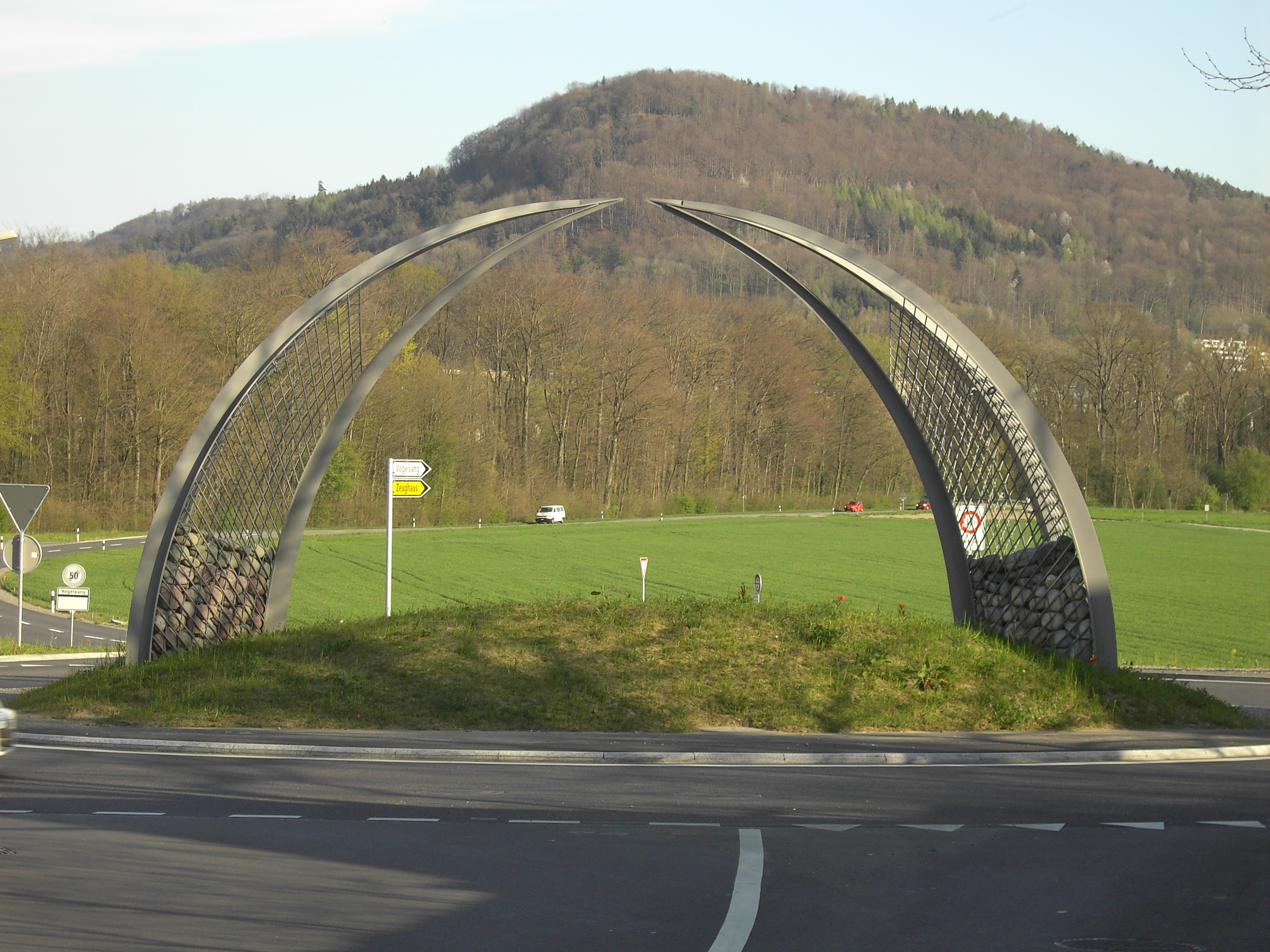
«Wassertor» in Brugg-Lauffohr

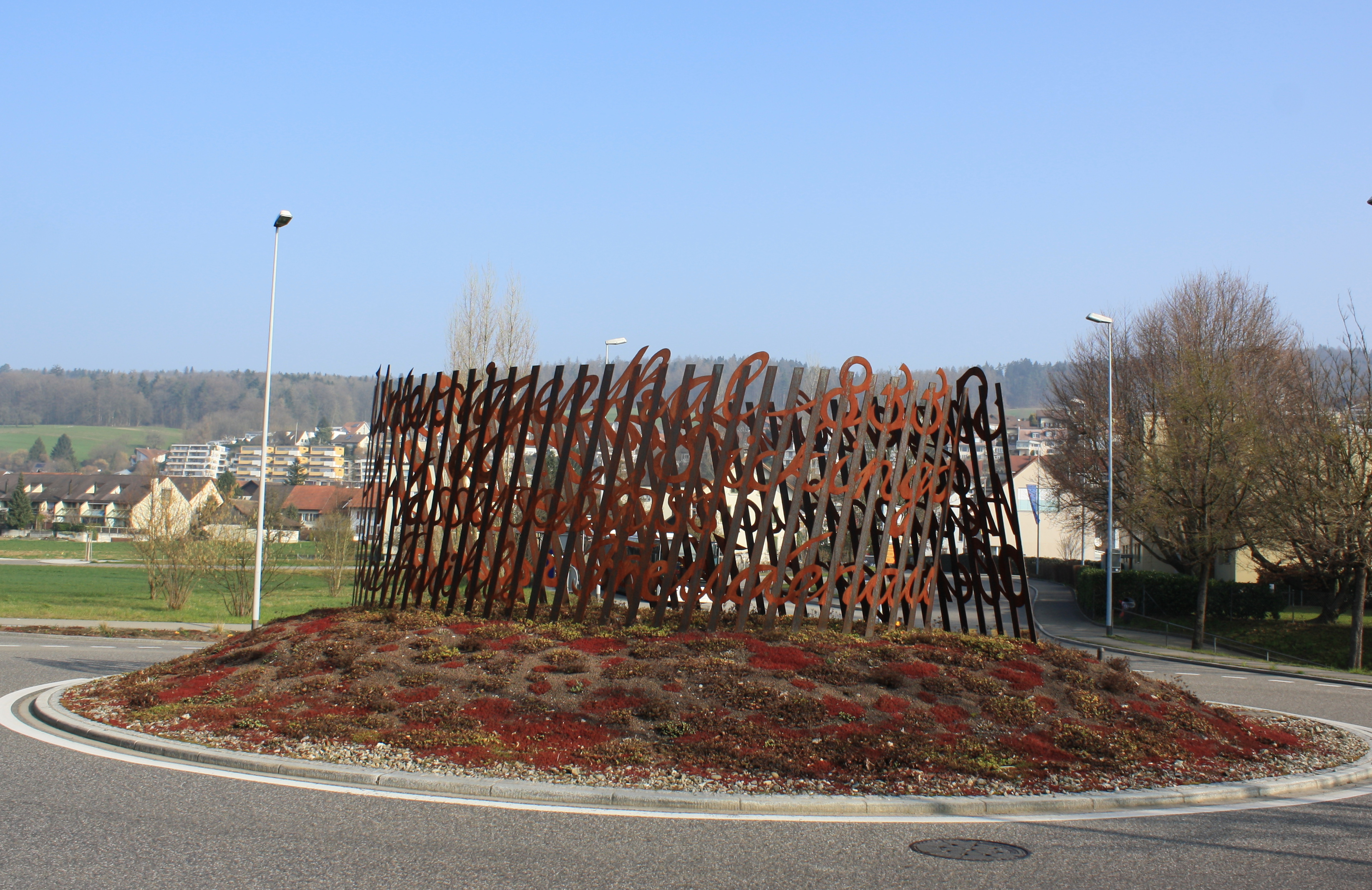
Kreisel in Untersiggenthal

Ruedi Sommerhalder bearbeitet Holz, Stahl, Steine und weitere Materialien, engagiert sich aber auch für andere Künstler. So war er Mitinitiant des Kulturwegs Limmat, der 1991 eröffnet wurde und sich von der Holzbrücke zwischen Wettingen und Neuenhof bis zur Holzbrücke Baden erstreckt.

### Werke  (Auswahl)
- wegzeichen (1993), Wettingen
- lesesteine, Gemeindehaus Stetten
- Dreiteilige Figurengruppe mit Abendmahlstisch (Holz, 1995) gemeinsam mit Otto Strauss, reformierte Kirche Birmenstorf
- Kunstbrücke (1997), Untersiggenthal
- Brücke in die Zukunft (Eisenplastik, 2002) Kunstweg Bad Zurzach[1]
- fontaine bleue (2003), an verschiedenen Orten im Kanton Aargau
- Wassertor (2006), Verkehrskreisel Lauffohr
- Kreiselschmuck (2006), Untersiggenthal
- Triangulationspunkte, Kunstweg Schaffhausen[1]

### Projekte und Ausstellungen (Auswahl)
- 2003: «FLUSS»/«alles fliesst» beim Staatsakt des Jubiläums 200 Jahre Kanton Aargau, Licht-, Wasser- und Klangskulptur, als Gesamtkunstwerk in Zusammenarbeit Pit Gutmann und Marian Beck[8]
- 2006: randen ARTour, Kunst in der Natur auf dem Randen in Schaffhausen mit Roman Signer, Roger Willemsen, Beat Toniolo, Landart aus Hannover, Maike Gräf, Hans Ruh, Pierre Favre

## Publikationen
- mit Sabine Altorfer und Urs Faes: «Kulturweg» Baden – Wettingen – Neuenhof. Baden 1991.
- Kunstraum 5430, Kunst in Wettingen. Ortsbürgergemeinde Wettingen, Baden 1995.